# Maszków (Basse-Silésie)
Pour les articles homonymes, voir Maszków.
Maszków est une localité polonaise de la gmina et du powiat d'Oława en voïvodie de Basse-Silésie.